# Capparimyia savastani
Capparimyia savastani är en tvåvingeart som först beskrevs av Martelli 1911.  Capparimyia savastani ingår i släktet Capparimyia och familjen borrflugor. Inga underarter finns listade.